# Sychesia omissus
Sychesia omissus là một loài bướm đêm thuộc phân họ Arctiinae, họ Erebidae.